# Klénia
Klénia (Klenia) är en ort i Grekland.   Den ligger i prefekturen Nomós Korinthías och regionen Peloponnesos, i den sydöstra delen av landet, 80 km väster om huvudstaden Aten. Klénia ligger 435 meter över havet och antalet invånare är 777.
Terrängen runt Klénia är huvudsakligen kuperad, men åt nordväst är den platt. Runt Klénia är det ganska glesbefolkat, med 23 invånare per kvadratkilometer. Närmaste större samhälle är Korinth, 18,7 km norr om Klénia. 